# Доброе утро, Вьетнам
«До́брое у́тро, Вьетна́м» (англ. Good Morning, Vietnam) — американский художественный фильм в жанре комедийной драмы, снятый режиссёром Барри Левинсоном в 1987 году. Фильм повествует об истории жизни ведущего радиостанции, который своими шутками, непредсказуемым поведением и отличной музыкой поднимает настроение солдат во время Вьетнамской войны.
Прототипом главного героя фильма был радиоведущий Эдриан Кронауэр, который работал на посту руководителя отдела новостей радио вооружённых сил США во Вьетнаме и выходил в эфир, начиная программу с протяжного «До-о-оброе утро, Вьетнам!». Позднее это приветствие использовали и другие ведущие утреннего шоу, работавшие после отъезда Кронауэра.

## Сюжет
Эдриан Кронауэр прибыл в Сайгон в 1965 году для назначения на должность диск-жокея на местной военной радиостанции. Он существенно изменил привычный формат радиопередач, внедрив элементы рок-н-ролла и остроумный юмор, что способствовало его популярности среди военнослужащих и вызвало определенные трудности у руководства. 
В свободное от радиопередач время Эдриан знакомится с вьетнамскими девушками, устраивается учителем английского языка в школу для взрослых, пьёт пиво и развлекается, но лишь до того момента, пока на его глазах не взрывается ресторан, из которого Эдриан только что вышел. Он осознаёт, что Вьетнам — это не курорт, там идёт война. Он пытается сказать правду, но получает совет «не портить формат».
После этого Эдриан теряет желание продолжать работу, но после встречи с «поклонниками», которые ждут его появления на эфирах радиостанции, он понимает, что нужен людям. Его начальник, недовольный возвращением, отправляет Эдриана по заведомо опасной дороге, и тот едва не погибает. Впоследствии он узнает, что его новый лучший друг-вьетнамец, брат его возлюбленной, спасший ему жизнь несколько раз, является его врагом и террористом. Тогда Эдриан узнает, что его отправляют обратно домой.

## В ролях
- Робин Уильямс — Эдриан Кронауэр
- Форест Уитакер — Эдвард Гарлик
- Чан Тунг Тхань — Туан
- Чинтара Сукапатана — Чинь
- Бруно Кёрби — лейтенант Стивен Хоук
- Ричард Портноу — Дэн Левитан
- Роберт Вул — Марти Ли Дрейвитц
- Дж. Т. Уолш — старшина Дикерсон
- Ноубл Уиллингэм — генерал Тэйлор

## Саундтрек
Одна из важных составляющих фильма является музыка. После выхода фильма был выпущен альбом саундтреков, который стал платиновым в США. Песня Луи Армстронга «What a Wonderful World» была выпущена как сингл благодаря фильму и достигла 32-го места в американском Toп-40, спустя 20 лет после первого выпуска. Альбом получил премию Грэмми за лучший комедийный альбом в 1989 году.

### Список треков
1. Робин Уильямс — «Адриан Кронауэр» (2:09)
2. Martha and the Vandellas - «Nowhere to Run» (2:55)
3. The Beach Boys - «I Get Around» (2:09)
4. Wayne Fontana & The Mindbenders - «Игра любви» (2:04)
5. Робин Уильямс - «Адриан Кронауэр» (0:15)
6. The Searchers - «Sugar and Spice» (2:13)
7. Робин Уильямс - «Адриан Кронауэр» (0:47)
8. The Castaways - «Liar, Liar» (1:51)
9. The Beach Boys - «Тепло солнца» (2:47)
10. Робин Уильямс - «Адриан Кронауэр» (0:34)
11. Джеймс Браун - «I Got You (I Feel Good)» (2:44)
12. Робин Уильямс - «Адриан Кронауэр» (0:08)
13. Them - «Baby, Please Don't Go» (2:40)
14. Робин Уильямс - «Адриан Кронауэр» (0:33)
15. The Marvelettes - «Danger Heartbreak Dead Ahead» (2:28)
16. The Vogues - «Five O'Clock World» (2:19)
17. The Rivieras - «Калифорнийское солнце» (2:22)
18. Робин Уильямс - «Адриан Кронауэр» (1:21)
19. Луи Армстронг — «What a Wonderful World» (2:17)

Треки под названием «Адриан Кронауэр» представляют собой комедийные монологи в исполнении Уильямса в образе персонажа из фильма. Вырезки из треков «Адриан Кронауэр» стали популярны в поп-культуре, например «Good morning Vietnam» и песни группы Black Sabbath «Paranoid».

## Радиопередача
В честь фильма была названа передача, которая утром выходила в эфир с 1997 по 1999 год на Русском радио. Ведущие — Глеб Деев и Николай Фоменко.

## Награды
- 1988 — премия «Золотой глобус» за лучшую мужскую роль в комедии или мюзикле (Робин Уильямс).
- 1988 — номинация на премию «Оскар» за лучшую мужскую роль (Робин Уильямс).
- 1988 — премия American Comedy Awards самому смешному актёру в художественном фильме (Робин Уильямс).
- 1989 — две номинации на «премию Британской кино академии» за лучшую мужскую роль (Робин Уильямс) и за лучший звук (Билл Филлипс, Клайв Уинтер, Терри Портер).
- 1989 — премия «Грэмми» за лучшую комедийную запись (Робин Уильямс).